# Ben Graves
Ben Graves (Boston, Massachusetts, 1972. november 5. – 2018. május 9.) amerikai dobos. A Murderdolls, később a Pretty Boy Floyd amerikai glam metal együttesek dobosa volt. Már 12 éves kora óta dobolt. Beceneve „Ghoul” volt.

## Életútja
Az 1990-es években Graves és barátja, Eric Griffin Los Angelesbe költöztek Bostonból, hogy csatlakozzanak a Synical nevű indusztriális rockzenekarhoz. 2000 után nem sokkal Graves Eric Griffinnel együtt belépett a Murderdollsba, miután a zenekar tagjai láttak egy videót, ahol a páros Trip Eisen (akkori Murderdolls gitáros) társaságában zenél. Annak ellenére, hogy Graves látható a Beyond the Valley of the Murderdolls album borítóján, nem ő hallható a doboknál az albumon (mivel a felvételkor még nem volt a zenekar tagja, helyette a Murderdolls gitárosa, egyben a Slipknot dobosa, Joey Jordison dobolta fel a stúdióban a dalokat), az ezt követő turnékon azonban már ő ült a dobok mögött, egészen a zenekar 2004-es felbomlásáig.
Amíg a Murderdolls szünetelt, addig olyan zenekaroknak dobolt koncerteken mint a Dope, az AntiProduct és a Nocturne. 2011-ben lett a Pretty Boy Floyd dobosa; az együttesnek haláláig volt tagja.
2018. május 9-én, 11 havi betegség után, agydaganatban hunyt el. Szülővárosában temették el.